# Григорьев, Юрий Александрович (строитель)
Юрий Александрович Григо́рьев (1929—2008) — советский хозяйственный, государственный и политический деятель.

## Биография
Родился 17 апреля 1929 года в деревне Прямухино (ныне Кувшиновский район, Тверская область). Член КПСС.
С 1952 года — на хозяйственной, общественной и политической работе. В 1952—1998 годах — инженер института «ленгидропроект», руководитель группы советских специалистов на строительстве ГЭС Сяньмынься на реке Хуанхэ в Китае, начальник отдела рабочего проектирования, заместитель главного инженера проекта на строительстве Красноярской ГЭС, заместитель главного инженера института, директор, генеральный директор
института «Ленгидропроект» — ОАО «Ленгидропроект».
Умер 13 мая 2008 года в Санкт-Петербурге.

## Признание
- Государственная премия РСФСР в области архитектуры (1977) — за архитектуру Красноярской ГЭС имени 50-летия СССР
- премия Совета Министров СССР (1974).
- заслуженный строитель РСФСР (1991)
- заслуженный строитель Республики Дагестан (1993)
- Почётный энергетик СССР.